# Mouralia annulifera
Mouralia annulifera là một loài bướm đêm trong họ Noctuidae.